# Thema
Thema (řecky θέμα) je byzantský správní termín, označující od 7. století militarizovaný správní okrsek. Systém themat postupně v byzantské říši nahradil starou organizaci provincií z dob pozdní antiky.

## Vznik
Starý systém provinciální správy, zavedený císaři Diocletianem a Konstantinem Velikým, v němž byla striktně oddělena vojenská moc od moci civilní, přestal v situaci, kdy byla byzantská říše vážně ohrožena vnějším nepřítelem (Slované, Peršané, Arabové), vyhovovat. Rozhodování o osudu kraje ohroženého vnějším nepřítelem bylo zdlouhavé a velitel vojenské jednotky, která dotčenou oblast bránila, musel často řešit nejen vojenské záležitosti, ale také záležitosti civilní správy. Správa říše se tak postupně militarizovala a vytvářely se předpoklady pro zavedení reformy themat.
Termín thema se v dochovaných pramenech objevil poprvé v roce 622 a původně označoval seznam vojáků v oddílu, později samotný oddíl, legie patřící k určité oblasti. Později se stal výrazem pro správní jednotku, v níž došlo ke spojení vojenské a civilní správy, kterou vykonával stratég, stojící v čele thematu. Systém themat nebyl zaveden najednou, šlo o dlouhodobý proces, v němž se staré a nové zřízení prolínalo. Themata většinou zahrnovala území několika dřívějších provincií, které pod správou civilního prokonsula ještě jistou dobu přežívaly uvnitř nových správních celků. Postupně však získal vyšší postavení stratég thematu.

## Organizace

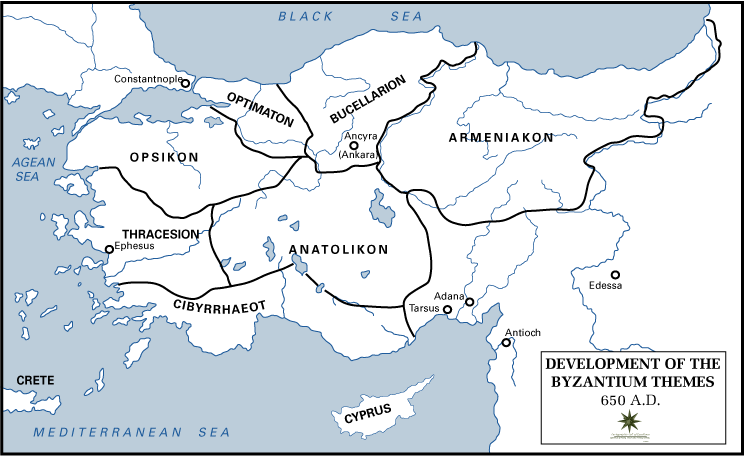
Themata v Malé Asii kolem r. 650.

Themata byla zřizována nejprve v oblastech, které se ocitly pod silným tlakem útočníků a kde se podařilo zachovat či obnovit byzantskou správu. Jejich počátky spadají pravděpodobně do doby vlády císaře Herakleia (610–641), kdy bylo nutné zajistit obranu východního byzantského území proti začínající arabské expanzi. Kolem poloviny 7. století byla dokončena organizace themat v Malé Asii (Anatolikon, Armeniakon, Opsikion, Thrakesion). Další themata byla vytvářena na Balkáně ohroženém nájezdy Slovanů (Hellas, Makedonia, Peloponnesos, Kefalenia).
Na obranu thematu byly přiděleny vojenské jednotky. Jejich příslušníci začali v době, kdy se neválčilo, obdělávat půdu. V 9. a 10. století (pro dřívější dobu nejsou k dispozici dochované prameny) existovaly tzv. vojenské statky, stratiotika ktemata, na nichž stát propůjčoval rolníkům, případně válečným zajatcům, za povinnost vojenské služby příděly půdy, z nichž nebylo nutné odvádět daně. Tato nově vzniklá složka byzantského vojska, vojíni - zemědělci,  stratiotoi, byla určena k obraně území, na němž byla usazena na půdě. Zřízení themat vedlo k hlubokým změnám nejen v systému správy byzantské říše, ale také v její sociální struktuře. Stratióti, domorodé rolnické vojsko, se stali jednou z hlavních složek byzantské armády a postupně z větší části nahradili placené žoldnéře cizího původu. Posílili tak vojenský potenciál říše a zároveň ulehčili státní pokladně. Byzanc, která současně udržovala stálé kontingenty vojska, jízdy a loďstva, se mohla razantněji postavit novému silnému vnějšímu nepříteli, Arabům, i vzrůstající moci Slovanů na Balkáně.